# Niccolò Albergati
Niccolò Albergati (Bolonia, 1373-Siena, 10 de mayo de 1443) fue un prelado católico italiano y miembro profeso de los cartujos. Llegó a ser cardenal y sirvió como nuncio apostólico en Francia e Inglaterra, además de ser obispo de Bolonia desde 1417 hasta su muerte.
Aceptó el cargo de obispo en obediencia a pesar de su extrema reticencia a aceptar el puesto, pero cumplió con sus deberes con cuidado y atención a las preocupaciones educativas. Sin embargo, dos conflictos en su sede le hicieron partir y luego regresar y se hizo conocido por su cercanía al papa Martín V y a su sucesor Eugenio IV. Ambos tenían a Albergati en alta estima y lo nombraron para puestos cruciales dentro de la Curia Romana y el servicio diplomático para supervisar misiones importantes. Tuvo papeles prominentes en el Concilio de Florencia.
Su alumno Tommaso Parentucelli se convirtió más tarde en pontífice y asumió el nombre papal de Nicolás V en honor a su mentor y patrón. También fue su alumno Silvio Eneo Piccolomini, papa como Pío II.
Muerto en Siena a los sesenta años de edad, fue sepultado en la iglesia de San Pedro de esta misma ciudad.  Su beatificación fue confirmada por el papa Benedicto XIV el 25 de septiembre de 1744.